# Guillerval
Guillerval (prononcé [gilɛʁval] ) est une commune française située dans le département de l'Essonne en région Île-de-France.
Ses habitants sont appelés les Guillervallois.

## Géographie

### Situation

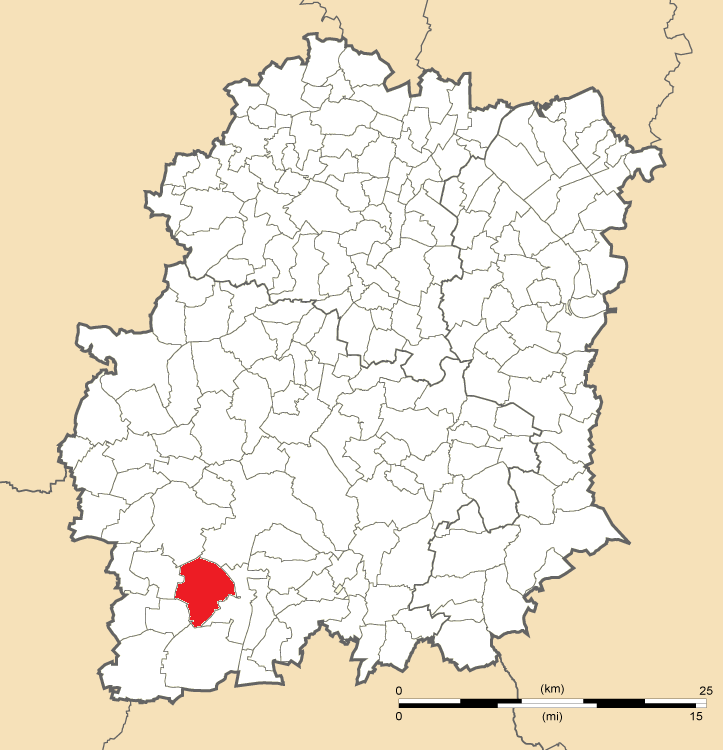
Position de Guillerval en Essonne.

Guillerval est située à cinquante-huit kilomètres au sud-ouest de Paris-Notre-Dame, point zéro des routes de France, trente-neuf kilomètres au sud-ouest d'Évry, neuf kilomètres au sud-ouest d'Étampes, dix-neuf kilomètres au sud-est de Dourdan, vingt-trois kilomètres au sud-ouest de La Ferté-Alais, vingt-sept kilomètres au sud-ouest de Milly-la-Forêt, vingt-huit kilomètres au sud-ouest d'Arpajon, trente-trois kilomètres au sud-ouest de Montlhéry, trente-neuf kilomètres au sud-ouest de Corbeil-Essonnes, quarante kilomètres au sud-ouest de Palaiseau.

### Hydrographie
La commune est traversée par la rivière la Marette, affluent de la Juine.

### Communes limitrophes
| Chalo-Saint-Mars | Étampes        |        |
| Chalou-Moulineux | Guillerval     | Saclas |
| Monnerville      | Le Mérévillois |        |

### Lieux-dits et écarts
- Garsenval, Chanval, Mondésir.

### Voies de communication et transports
La commune est desservie par une gare (halte) sur la ligne Paris - Orléans, et par la N 20 (lieu-dit Mondésir) allant de Paris à Toulouse.

### Occupation des sols simplifiée
Le territoire de la commune se compose en 2017 de 88,31 % d'espaces agricoles, forestiers et naturels, 3,91 % d'espaces ouverts artificialisés et 7,79 % d'espaces construits artificialisés.

### Climat
Pour des articles plus généraux, voir Climat de l'Île-de-France et Climat de l'Essonne.
En 2010, le climat de la commune est de type climat océanique dégradé des plaines du Centre et du Nord, selon une étude du CNRS s'appuyant sur une série de données couvrant la période 1971-2000. En 2020, Météo-France publie une typologie des climats de la France métropolitaine dans laquelle la commune est exposée à un climat océanique altéré et est dans la région climatique Sud-ouest du bassin Parisien, caractérisée par une faible pluviométrie, notamment au printemps (120 à 150 mm) et un hiver froid (3,5 °C).
Pour la période 1971-2000, la température annuelle moyenne est de 10,9 °C, avec une amplitude thermique annuelle de 15,3 °C. Le cumul annuel moyen de précipitations est de 654 mm, avec 10,4 jours de précipitations en janvier et 7,6 jours en juillet. Pour la période 1991-2020, la température moyenne annuelle observée sur la station météorologique la plus proche, située sur la commune de Sainville à 17 km à vol d'oiseau, est de 11,3 °C et le cumul annuel moyen de précipitations est de 655,5 mm,. Pour l'avenir, les paramètres climatiques de la commune estimés pour 2050 selon différents scénarios d'émission de gaz à effet de serre sont consultables sur un site dédié publié par Météo-France en novembre 2022.

## Urbanisme

### Typologie
Au 1er janvier 2024, Guillerval est catégorisée commune rurale à habitat dispersé, selon la nouvelle grille communale de densité à sept niveaux définie par l'Insee en 2022.
Elle appartient à l'unité urbaine de Le Mérévillois, une agglomération intra-départementale regroupant trois  communes, dont elle est une commune de la banlieue,,. Par ailleurs la commune fait partie de l'aire d'attraction de Paris, dont elle est une commune de la couronne,. Cette aire regroupe 1 929 communes,.

## Toponymie
Attestée sous le nom Guillerval en 1146.
La commune fut créée en 1793 avec son nom actuel.

## Histoire
Le nom de Guillerval est apparu pour la première fois dans la charte de 635 — à cette date la localité est remise à l'abbaye de Saint-Denis. Plus tard, Guillerval est érigée en « haute châtellenie ». Mais l’abbaye de Saint-Denis doit partager son territoire et de grands fiefs sont alors créés. Certains relèvent de l'abbaye de Saint-Denis, d'autres des comtes d'Étampes, d'autres encore de différents suzerains. Vers les années 1105, le territoire est sujet à des conflits entre seigneurs voisins, Jean d'Étampes et un chevalier de Pithiviers. L'abbé Suger fait référence à ce conflit dans certains écrits. Au cours du XVIe siècle Guillerval relève du pouvoir du bailli d'Étampes. En 1652, lorsque l'Armée des Princes est enfermée à Étampes[précision nécessaire], le bourg subit la guerre civile et le pillage. La région connaît la terreur durant 6 semaines. La peste que l'on appelle "la contagion" se déclare. Sur les 300 habitants que compte le village, 150 sont répertoriés morts. Saint Vincent de Paul prodigue ses soins aux malheureux.

## Politique et administration

### Politique locale
La commune de Guillerval est rattachée au canton d'Étampes, représenté par les conseillers départementaux Marie-Claire Chambaret (DVD) et Guy Crosnier (UMP), à l'arrondissement d’Étampes et à la deuxième circonscription de l'Essonne, représentée par le député Franck Marlin (UMP).
La commune de Guillerval est enregistrée au répertoire des entreprises sous le code SIREN 219 102 944. Son activité est enregistrée sous le code APE 8411Z.

### Liste des maires
| Période                                  | Période  | Identité             | Étiquette | Qualité |
| ---------------------------------------- | -------- | -------------------- | --------- | ------- |
| Les données manquantes sont à compléter. |          |                      |           |         |
| 1947                                     | 1982     | Fernand Hautefeuille |           |         |
| 1982                                     | 2005     | Philippe Allaire     | UDF       |         |
| 2005                                     | En cours | Daniel Ciret         | DVD       |         |

### Tendances et résultats politiques
Élections présidentielles, résultats des deuxièmes tours :
- Élection présidentielle de 2002 : 75,74 % pour Jacques Chirac (RPR), 24,26 % pour Jean-Marie Le Pen (FN), 80,07 % de participation[30].
- Élection présidentielle de 2007 : 63,97 % pour Nicolas Sarkozy (UMP), 36,03 % pour Ségolène Royal (PS), 81,64 % de participation[31].
- Élection présidentielle de 2012 : 58,89 % pour Nicolas Sarkozy (UMP), 41,11 % pour François Hollande (PS), 76,61 % de participation[32].

Élections législatives, résultats des deuxièmes tours :
- Élections législatives de 2002 : 68,30 % pour Franck Marlin (UMP), 31,70 % pour Gérard Lefranc (PCF), 59,23 % de participation[33].
- Élections législatives de 2007 : 63,21 % pour Franck Marlin (UMP) élu au premier tour, 13,84 % pour Marie-Agnès Labarre (PS), 58,47 % de participation[34].
- Élections législatives de 2012 : 69,23 % pour Franck Marlin (UMP), 30,77 % pour Béatrice Pèrié (PS), 57,55 % de participation[35].

Élections européennes, résultats des deux meilleurs scores :
- Élections européennes de 2004 : 20,85 % pour Harlem Désir (PS), 18,72 % pour Marine Le Pen (FN), 43,43 % de participation[36].
- Élections européennes de 2009 : 35,19 % pour Michel Barnier (UMP), 16,74 % pour Daniel Cohn-Bendit (Les Verts), 41,67 % de participation[37].

Élections régionales, résultats des deux meilleurs scores :
- Élections régionales de 2004 : 42,02 % pour Jean-Paul Huchon (PS), 37,25 % pour Jean-François Copé (UMP), 66,96 % de participation[38].
- Élections régionales de 2010 : 56,63 % pour Valérie Pécresse (UMP), 43,37 % pour Jean-Paul Huchon (PS), 46,14 % de participation[39].

Élections cantonales, résultats des deuxièmes tours :
- Élections cantonales de 2004 : 54,87 % pour Patrice Chauveau (PCF), 45,13 % pour Franck Marlin (UMP), 66,96 % de participation[40].
- Élections cantonales de 2011 : 59,38 % pour Guy Crosnier (UMP), 40,63 % pour Jacques Met (FN), 36,76 % de participation[41].

Élections municipales, résultats des deuxièmes tours :
- Élections municipales de 2001 : données manquantes.
- Élections municipales de 2008 : 304 voix pour Daniel Ciret (?), 302 voix pour Édith Bretonnet (?), 60,84 % de participation[42].

Référendums :
- Référendum de 2000 relatif au quinquennat présidentiel : 68,24 % pour le Oui, 31,76 % pour le Non, 37,36 % de participation[43].
- Référendum de 2005 relatif au traité établissant une Constitution pour l'Europe : 59,23 % pour le Non, 40,77 % pour le Oui, 68,21 % de participation[44].

## Population et société

### Démographie

#### Évolution démographique
L'évolution du nombre d'habitants est connue à travers les recensements de la population effectués dans la commune depuis 1793. Pour les communes de moins de 10 000 habitants, une enquête de recensement portant sur toute la population est réalisée tous les cinq ans, les populations de référence des années intermédiaires étant quant à elles estimées par interpolation ou extrapolation. Pour la commune, le premier recensement exhaustif entrant dans le cadre du nouveau dispositif a été réalisé en 2006.

En 2022, la commune comptait 812 habitants, en évolution de −0,61 % par rapport à 2016 (Essonne : +2,89 %, France hors Mayotte : +2,11 %).
| 1793 | 1800 | 1806 | 1821 | 1831 | 1836 | 1841 | 1846 | 1851 |
| ---- | ---- | ---- | ---- | ---- | ---- | ---- | ---- | ---- |
| 601  | 687  | 672  | 632  | 670  | 674  | 620  | 628  | 608  |

| 1856 | 1861 | 1866 | 1872 | 1876 | 1881 | 1886 | 1891 | 1896 |
| ---- | ---- | ---- | ---- | ---- | ---- | ---- | ---- | ---- |
| 611  | 603  | 595  | 549  | 545  | 546  | 547  | 555  | 550  |

| 1901 | 1906 | 1911 | 1921 | 1926 | 1931 | 1936 | 1946 | 1954  |
| ---- | ---- | ---- | ---- | ---- | ---- | ---- | ---- | ----- |
| 567  | 561  | 542  | 521  | 534  | 698  | 765  | 419  | 1 051 |

| 1962 | 1968 | 1975 | 1982 | 1990 | 1999 | 2006 | 2011 | 2016 |
| ---- | ---- | ---- | ---- | ---- | ---- | ---- | ---- | ---- |
| 625  | 420  | 425  | 587  | 686  | 708  | 748  | 776  | 817  |

| 2021 | 2022 | - | - | - | - | - | - | - |
| ---- | ---- | - | - | - | - | - | - | - |
| 813  | 812  | - | - | - | - | - | - | - |

#### Pyramide des âges
En 2018, le taux de personnes d'un âge inférieur à 30 ans s'élève à 33,6 %, soit en dessous de la moyenne départementale (39,9 %). À l'inverse, le taux de personnes d'âge supérieur à 60 ans est de 22,1 % la même année, alors qu'il est de 20,1 % au niveau départemental.
En 2018, la commune comptait 414 hommes pour 409 femmes, soit un taux de 50,30 % d'hommes, légèrement supérieur au taux départemental (48,98 %).
Les pyramides des âges de la commune et du département s'établissent comme suit.
| Hommes | Classe d’âge | Femmes |
| ------ | ------------ | ------ |
| 0,2    | 90 ou +      | 1,7    |
| 4,9    | 75-89 ans    | 4,2    |
| 16,8   | 60-74 ans    | 16,5   |
| 25,1   | 45-59 ans    | 20,7   |
| 20,0   | 30-44 ans    | 22,9   |
| 14,4   | 15-29 ans    | 11,3   |
| 18,8   | 0-14 ans     | 22,7   |

| Hommes | Classe d’âge | Femmes |
| ------ | ------------ | ------ |
| 0,5    | 90 ou +      | 1,4    |
| 5,4    | 75-89 ans    | 7,2    |
| 12,9   | 60-74 ans    | 13,9   |
| 20     | 45-59 ans    | 19,4   |
| 19,9   | 30-44 ans    | 20,1   |
| 20     | 15-29 ans    | 18,2   |
| 21,3   | 0-14 ans     | 19,8   |

### Enseignement
Les élèves de Guillerval sont rattachés à l'académie de Versailles. La commune dispose d'une école primaire publique.

### Lieux de culte
La paroisse catholique de Guillerval est rattachée au secteur pastoral de Saint-Michel-de-Beauce-Étampes et au diocèse d'Évry-Corbeil-Essonnes. Elle dispose de l'église Saint-Gervais-et-Saint-Protais.

### Médias
L'hebdomadaire Le Républicain relate les informations locales. La commune est en outre dans le bassin d'émission des chaînes de télévision France 3 Paris Île-de-France Centre, IDF1 et Téléssonne intégré à Télif.

## Économie
L'économie locale a été surtout dominée par la culture tout au long des siècles. Les terres agricoles n'étaient pas riches dans la vallée et les coteaux, c'était la "Beauce pouilleuse". Sur le plateau, la terre était de meilleure qualité, déjà les Romains la cultivaient. Aujourd'hui, avec la mécanisation et les techniques nouvelles de culture, Guillerval ne compte plus que cinq fermes.
Des activités nouvelles se sont développées sur les deux zones d'activités. Au début du XXe siècle Guillerval a aussi vu naître et se développer l'aviation à Mondésir.  Louis BLERIOT réalisa le 13 juillet 1909 à partir d'un champ situé en bordure de l'aérodrome actuel le premier vol historique de 40 km de ville à ville en reliant Mondésir à Chevilly (Loiret)
L'aérodrome de Mondésir qui fut créé en 1930 fut le premier aérodrome militaire mondial. C'est là que fut créée la Patrouille d'Étampes en 1931 laquelle devint la Patrouille de France en 1953. Aujourd'hui l'aérodrome géré par ADP, avec 80.000 mouvements par an, a une vocation civile essentiellement touristique réservée à l'aviation civile légère.

### Emplois, revenus et niveau de vie
En 2006, le revenu fiscal médian par ménage était de 21 487 €, ce qui plaçait la commune au 1 698e rang parmi les 30 687 communes de plus de cinquante ménages que compte le pays et au cent trente-deuxième rang départemental.
| Répartition des emplois par catégories socioprofessionnelles en 2006. |              |                                           |                                                   |                            |                          |                           |
|                                                                       | Agriculteurs | Artisans, commerçants, chefs d’entreprise | Cadres et professions intellectuelles supérieures | Professions intermédiaires | Employés                 | Ouvriers                  |
| Guillerval                                                            | -            | -                                         | -                                                 | -                          | -                        | -                         |
| Zone d’emploi d’Étampes                                               | 1,8 %        | 6,2 %                                     | 15,1 %                                            | 24,9 %                     | 27,2 %                   | 24,8 %                    |
| Moyenne nationale                                                     | 2,2 %        | 6,0 %                                     | 15,4 %                                            | 24,6 %                     | 28,7 %                   | 23,2 %                    |
| Répartition des emplois par secteurs d’activités en 2006.             |              |                                           |                                                   |                            |                          |                           |
|                                                                       | Agriculture  | Industrie                                 | Construction                                      | Commerce                   | Services aux entreprises | Services aux particuliers |
| Guillerval                                                            | -            | -                                         | -                                                 | -                          | -                        | -                         |
| Zone d’emploi d’Étampes                                               | 2,9 %        | 16,1 %                                    | 6,7 %                                             | 14,8 %                     | 9,2 %                    | 5,8 %                     |
| Moyenne nationale                                                     | 3,5 %        | 15,2 %                                    | 6,4 %                                             | 13,3 %                     | 13,3 %                   | 7,6 %                     |
| Sources : Insee,                                                      |              |                                           |                                                   |                            |                          |                           |

## Culture locale et patrimoine

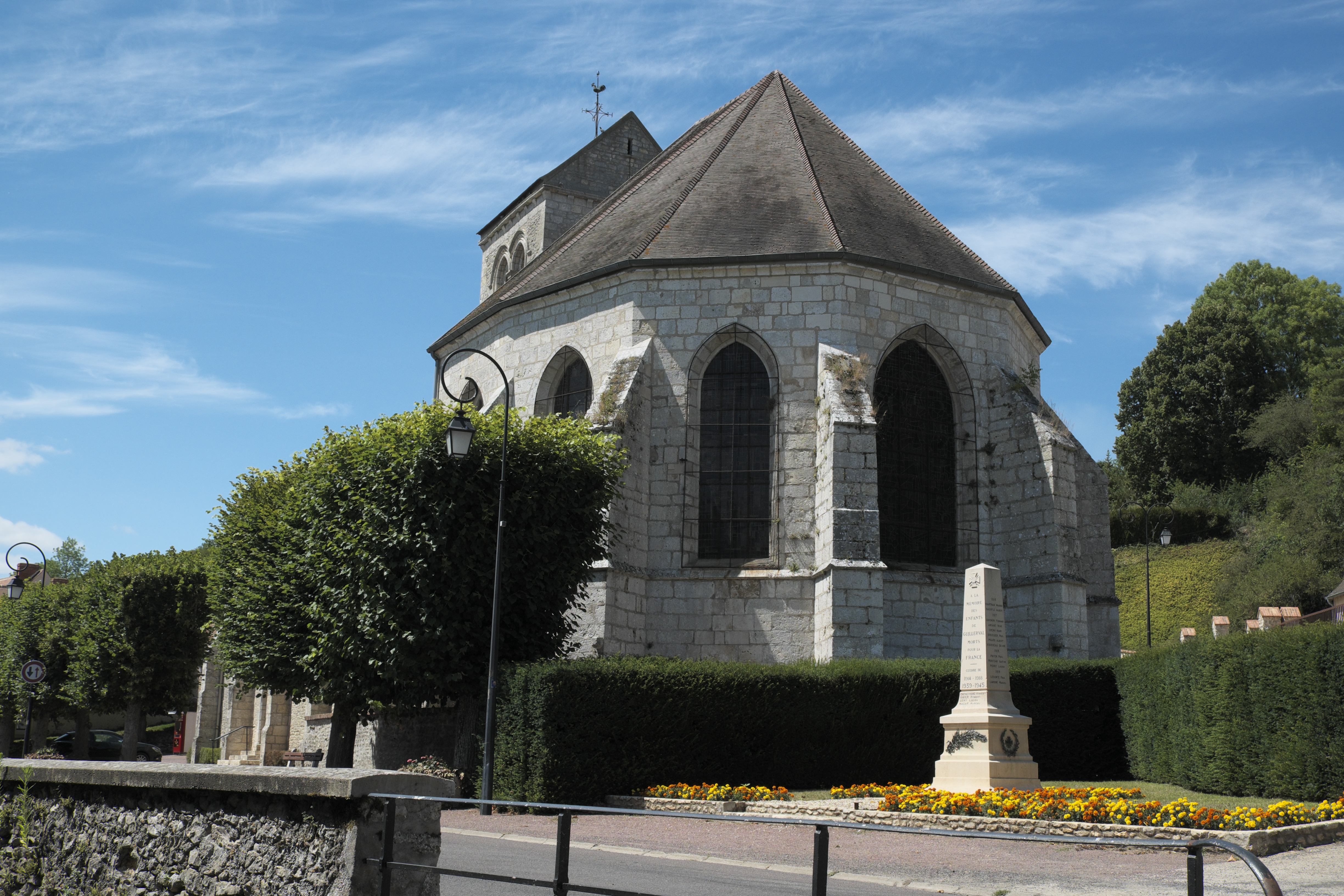
L'église Saint-Gervais-Saint-Protais.

### Patrimoine environnemental
Les berges de la Marette, les pelouses calcicoles et les massifs boisés au sud du village ont été recensés au titre des espaces naturels sensibles par le conseil départemental de l'Essonne.
Le village se situe dans l'une des rares vallées de la Beauce.

### Lieux et monuments
- L'église Saint-Gervais-Saint-Protais des Xe et XIIe siècles a été inscrite aux monuments historiques en 1981[57].

Le chœur a été détruit en 1944 par un bombardement et reconstruit en 1952, les vitraux sont de cette même année.

### Personnalités liées à la commune
Différents personnages publics sont nés, décédés ou ont vécu à Guillerval :
- Eugène Lecomte (1803-1883), homme politique né à Guillerval, député de l'Yonne de 1849 à 1870.
- Émile Julien Delerue (1808-1888), ingénieur aux chemins de fer, mais aussi maire de la commune.
- Louis Blériot (1872-1936), ingénieur et pilote aéronautique y implanta une école d'aviation.
- Gérard Chamayou (1929-2019), architecte et sculpteur français y exerça.
- Michel Boyer (1935-2011), architecte d’intérieur et décorateur français est enterré dans le cimetière communal .

### Héraldique
| Blason de Guillerval | Blason  | De gueules aux trois annelets entrelacés d'or rangés en fasce, au chef cousu d'azur chargé de trois fleurs de lys aussi d'or. |
| Blason de Guillerval | Détails | |